# Robert Hadfield
Sir Robert Abbot Hadfield, född 28 november 1859 i Sheffield, död 30 september 1940 i Surrey, var en engelsk metallurg.
Hadfield, som tillhörde en familj som länge haft inflytande på kvalitetsståltillverkningen i Sheffield, var direktör för Hadfield’s Steel Foundry Co. Ltd, Hecla and East Hecla Works i nämnda stad och kom att bli en banbrytare på specialstålsområdet.
År 1882 påbörjade han sina försök angående mangans inflytande på järn och stål. Denna metall hade tidigare använts som metallurgiskt reduktionsmedel, men befunnits (i halter om några procent) göra järnet sprött och oanvändbart. Hadfield upptäckte, att helt nya egenskaper uppträder, så snart manganhalten överskrider omkring 7,5 % (vid omkring 0,8 % kol). Manganstålet får då utomordentligt stor seghet, förenad med motståndskraft mot bearbetning liksom mot nötning, och blir vidare omagnetiskt. Dessa egenskaper sammanhänger med, att järnet därvid förekommer i sitt gammatillstånd. 
Vidare gjorde han många värdefulla rön genom att systematiskt studera järnlegeringar med kisel, aluminium, krom, nickel och volfram, enskilt eller i blandning. Många arbeten föranleddes eller försågs med undersökningsmaterial av Hadfield. I en närmast av W.F. Barrett och W. Brown utförd, tillsammans med Hadfield publicerad undersökning gjordes den viktiga upptäckten, att tillsats av kisel (resp. aluminium) till mjukt järn gör detsamma i magnetiskt hänseende ännu mjukare och samtidigt mindre väl elektricitetsledande. Denna typ av kisellegerad plåt kom i allmän användning för järnkärnor till elektriska transformatorer och den totala energimängd, som härigenom kunde sparas var enorm.
Hadfield publicerade många andra arbeten inom metallurgi bland annat innehållande en rationell metod för stålgjutning, bestående i särskild uppvärmning av gjutformens övre del. Det stora intresse även för metallforskningens historia, som han visade i sina skrifter, gjorde honom till en beundrare av Sveriges insatser på metallområdet. Detta resulterade i att han donerade ett forskningsstipendium till det nyinrättade Metallografiska institutet i Stockholm. Hans verksamhet vann livligt internationellt erkännande, som tog form i en mängd honom tillerkända pris och medlemskap i lärda sällskap. Han blev ledamot av Vetenskapsakademien 1912 och tilldelades 1908 knight- och 1917 baronetvärdighet. 
Han införde redan 1891 vid sina verk den sedermera i England allmänt antagna 48-timmars arbetsveckan. Under första världskriget drev han och hans hustru ett eget större sjukhus för arméerna i norra Frankrike. Hadfields främsta gärning kan sägas ha varit den att ha lärt tekniken att praktiskt utnyttja gammajärnet.